# تادایوشی یوکوتا
تادایوشی یوکوتا (انگلیسی: Tadayoshi Yokota) (۲۶ سپتامبر ۱۹۴۷ - ۹ مهٔ ۲۰۲۳) بازیکن و مربی والیبال اهل ژاپن بود.
تادایوشی در زمان عضویت خود در تیم ملی والیبال ژاپن موفق شد به مدال طلا المپیک ۱۹۷۲ دست یابد و همچنین در المپیک ۱۹۸۶ مدال نقره را با ژاپن تجربه کند.